# 旭川電氣軌道
旭川電氣軌道（日语：／）是一間總部位於北海道旭川市的公司。主要業務是於該市內營運巴士路線和租賃巴士業務。公司也有經營房地產業務。
過去公司業務的主軸是鐵路（路面電車）業。曾經設有東川線（旭川四條至東川之間）和東旭川線（旭川追分至旭山公園之間）。在1973年1月1日，所有路線廢除後，便退出鐵路業務，但是當時並沒有把公司改名。

## 歷史
- 1926年（大正15年）1月28日 - 旭川電氣軌道成立。
- 1927年（昭和2年）
  - 2月15日 - 追分（後來名為旭川追分）至十號之間開設電氣化鐵路線。
  - 3月6日 - 十號至東川之間開通。
  - 4月12日 - 四條（後來名為旭川四條）至追分之間開通。
  - 10月20日 - 四條至旭川一條至旭川之間開業（旭川一條至旭川之間只限貨運業務）
- 1929年（昭和4年）
  - 11月 - 旭川電氣軌道與另外兩間公司共同開設一家新公司，名為旭川市街軌道（日语：旭川市街軌道），並且開始於旭川市內開設市內電車服務[2]
  - 12月 - 旭川至東旭川之間開設電氣化鐵路（路面電車）。
- 1933年（昭和8年）3月 - 開設巴士路線業務。
- 1944年（昭和19年）9月 - 在陸運統制令下，巴士業務轉讓給道北乘合自動車（即後來的道北巴士（日语：道北バス））。
- 1952年（昭和27年）7月 - 道北乘合自動車把部分路線轉讓給旭川電氣軌道，巴士業務重開。
- 1956年（昭和31年）6月 - 旭川市街軌道（日语：旭川市街軌道）全線廢除（廢除市內電車），改為使用巴士行走。該公司也改名為「旭川巴士」，專注營運巴士業務。
- 1968年（昭和43年）
  - 4月 - 旭川電氣軌道收購旭川巴士。
  - 12月 - 開設超級市場業務（旭友Store（日语：旭友ストアー））。
- 1973年（昭和48年）1月1日 - 廢除所有鐵路線，退出鐵路業務。
- 約1982年 - 追分營業所遷移至東旭川町共榮。
- 1983年（昭和58年）
  - 4月 - 在旭川地區內，旭岳溫泉線等路線結束兩人控制（即巴士司機和巴士車長）。
  - 8月 - 旭川電氣軌道與富良野市共同開設一家新公司（第三部門），名為富良野巴士（日语：ふらのバス）。把富良野地區的巴士路線和租賃巴士業務均轉讓至該公司。
- 1984年（昭和59年）10月 - 把超級市場業務分離至旭友Store（第一代）。
- 1986年（昭和61年）5月 - 為了維持天人峽的巴士路線業務和接送遊客來往天人峽溫泉（日语：天人峡温泉），天人峽溫泉觀光協會開設了名為「出湯號」的巴士路線，車費由該觀光協會承擔。翌年1987年起，旭岳溫泉觀光協會也加入營運。
- 1990年（平成2年）4月 - 取消東川和東神樂兩町內多條虧損路線。
- 1991年（平成3年）4月1日 - 與株式會社電腦·業務和日立製作所共同開發的巴士綜合運行管理系統開始運作[3]。巴士接近車站顯示系統開始運作[4]。同日，乘客可使用指定信用卡（日專連（日语：日本専門店会連盟）旭川卡）支付巴士車費，成為日本首間提供信用卡支付的巴士公司。
- 1995年（平成7年）4月 - 購物卡系統開始運作。
- 1997年（平成9年）
  - 4月 - 與旭友Store（第一代）合併[5]。
  - 3月 - 日本首間民營巴士公司大量引入超低地台巴士（Non-Step Bus）[6]。
- 1999年（平成11年）
  - 10月1日 - 春光營業所從公司分離，朝電成立。
  - 10月 - 北海道內首間巴士公司引入掛接巴士[7]。
- 2007年（平成19年）
  - 7月1日 - 與朝電合併[8]。再次設有共榮營業所和春光營業所兩間營業所。
  - 12月 - 暫停使用巴士接近車站顯示系統。
  - 12月27日 - 旭川站前營業所從宮下通8丁目朝日大廈前遷移至1條通7丁目A.s.h.大廈地下。
- 2008年（平成20年）
  - 6月1日 - 末廣地區部分路線（15號線）調整車費。
  - 8月1日 - 把超級市場業務再次分離至（第二代）[9]。
- 2009年（平成21年）4月1日 - 與大和Auto Works（日语：ヤマトオートワークス）共同出資成立大和Auto Works旭川[10]。
- 2010年（平成22年）5月 - 所有旭友Store店鋪結業。退出超級市場業務。
- 2012年（平成24年）
  - 3月 - 暫停使用信用卡支付車費。
  - 11月 - 開始可以使用IC卡「Asaca CARD（日语：Asaca CARD）」支付巴士車費。
- 2015年（平成27年）2月 - 旭川電氣軌道IC卡「Asaca CARD」與道北巴士（日语：道北バス）「Do卡（日语：Doカード）」開始可以互相使用。
- 2018年（平成30年）3月 - 改變公司標誌[11]。
- 2019年（令和元年）10月1日 - 旭川電氣軌道與道北巴士開始實行營運旭川環狀通循環線[12]。
- 2020年（令和2年）
  - 11月30日 - 廢除春光營業所。但是該處仍然設有巴士車廠[13]。
  - 12月6日 - 開設共榮巴士中心。於東光方向到發的大部分路線改於共榮巴士中心到發[14]。
- 2021年（令和3年）6月6日 - 開設春光巴士中心。於春光、末廣方向到發的大部分路線改於春光巴士中心到發[15]。
- 2023年（令和5年）4月1日 - 實際時間表修正。與道北巴士營運的901/902號旭川環狀通循環線結束試行營辦。同日，旭川電氣軌道開設定期路線55號線「綠丘・環狀通・春光台線」（只限平日行走）[16]。

## 營業所
資料截至2021年（令和3年）6月6日，所有營業所均位於北海道內
總部
旭川市3條通18丁目左3號
共榮營業所
旭川市東旭川町共榮128
巴士綜合詢問處
旭川市宮下通9丁目2 鶴羽大廈旭川站前1樓
曾經位於宮下通8丁目的朝日大廈1樓。在2007年（平成19年）遷移至1條通7丁目A'sh大廈地庫1樓。在2018年（平成30年）6月7日遷移現處

### 已關閉的營業所
春光車廠（在2020年11月30日前為春光營業所）
旭川市春光3條8丁目6-7
- 在2021年6月6日變為春光巴士中心，無人化。

千歲營業所（租賃巴士）
千歲市流通3丁目2-6（千歲流通業務團地）
- 富良野巴士營業所仍然運作。

## 一般路線
截至2023年（令和5年）10月1日
以下只記載主要巴士站。
1 東光·曙線（外回）
共榮巴士中心 - 東光16條5丁目 - 東光1條1丁目 - 1條7丁目 - 曙1條5丁目 - 4條7丁目 - 豐岡4條1丁目 - 東光16條5丁目 - 共榮巴士中心
2 東光·曙線（内回）
共榮巴士中心 - 東光16條5丁目 - 豐岡4條1丁目 - 4條8丁目 - 曙1條5丁目 - 1條8丁目 - 東光1條1丁目 - 東光16條5丁目 - 共榮巴士中心
3 森山醫院·近文線
森山醫院前 - 1條8丁目 - 6條西6丁目 - 綠町15丁目 - 近文25丁目 - 旭岡3丁目 - 綠町15丁目 - 6條西6丁目 - 1條8丁目 - 森山醫院前
5 花咲·末廣線
春光巴士中心 - 花咲7丁目 - 護國神社前 - 本町 - 市政廳前 - 旭川站前
設有旭町·春光線的循環班次
5 旭町·春光線
旭川站前 - 市政廳前 - 本町 - 旭町2條10丁目 - 春光園前 - 末廣4條1丁目　- 春光巴士中心
設有花咲·末廣線的循環班次
6 旭町·春光線
春光巴士中心 - 末廣4條1丁目 - 春光園前 - 旭町2條10丁目 - 本町 - 市政廳前 - 旭川站前
設有花咲·末廣線的循環班次
6 花咲·末廣線
旭川站前 - 市政廳前 - 本町 - 護國神社前 - 花咲7丁目 - 春光巴士中心
設有旭町·春光線的循環班次
7 新富線
旭川紅十字醫院前 - 4條9丁目 - 6條15丁目 - 東6條2丁目 - 新富2條2丁目5 - 春光巴士中心
8 秋月線
旭川站前 - 市政廳前 - 市立醫院前 - 東4條11丁目 - 秋月2條2丁目
10 東光3丁目線（經4條）
1條8(7)丁目 - 4條7丁目 - 豐岡4條1丁目 - 東光11條3丁目- 東光16條5丁目 - 共榮巴士中心
11 東光1丁目線（經1條）
1條8(7)丁目 - 1條15丁目 - 東光1條1丁目 - 東光11條3丁目- 東光16條5丁目 - 共榮巴士中心
12 春光4條線
1條8丁目 - 市政廳前 - 市立醫院前 - 護國神社前 - 大町2條10丁目 - 春光巴士中心
14 旭町線（經旭橋）
1條8丁目 - 6條昭和通（回程為市政廳前） - 本町 - 旭町2條10丁目 - 旭町2條18丁目 - AEON Mall旭川西
17 東神樂·春光線
東神樂巴士中心 - 聖野1條1丁目 - 東光16條7丁目 - 東光1條4丁目 - 1條7(8)丁目 - ４條1丁目 − 護國神社 − 花咲6丁目 − 春光3條7丁目 − 春光巴士中心
18 共榮·1条線
1條8(7)丁目 - 1條15丁目 - 東光1條4丁目 - 東光6條7丁目 - 共榮巴士中心
19 東光5丁目線
1條8(7)丁目 - 4條7丁目 - 豐岡3條2丁目 - 東光16條5丁目 - 東光22條6丁目 - 共榮巴士中心
22 春光6條線
旭川站前 - 市政廳前 - 市立醫院前 - 護國神社前 - 大町2條10丁目 - 春光6條8丁目 - 春光巴士中心
23 旭岡線
1條8丁目 - 4條1丁目 - 川端3條4丁目 - 愛奴紀念館 - 北門町21丁目 - 旭岡6丁目 - 綠町25丁目
24 新橋·北門線
1條8丁目 - 4條1丁目 - 川端3條4丁目 - 愛奴紀念館 - 北門町19丁目 - AEON Mall旭川西
26 花咲大橋·曙線
曙1條7丁目 - 龜吉3條1丁目 - 1條2丁目 - 1條7丁目 - 4條9丁目 - 6條12丁目 - 東4條11丁目 - 花咲7丁目 - 春光巴士中心
33 東光·近文線
共榮巴士中心 - 東光16條5丁目 - [[東芝ホクト電子|東芝北斗電子|北斗電子}}前 - 科學館前 - 1條8丁目 - 6條西6丁目 - 綠町15丁目 - 近文25丁目
- 在2016年4月17日綠町25丁目 - 旭岡3丁目 - 近文25丁目之間區間被廢除

35 綠町·末廣線
1條8丁目 - 6條西6丁目 - 綠町15丁目 - 大町2條15丁目 - 春光園 - 春光6條8丁目 - 末廣4條1丁目 - 春光巴士中心
- 在2021年6月6日起，路線從途經春光5條改為春光6條。

37 春光·綠丘線
春光巴士中心 - 末廣6-1 - 綠町15丁目 - 龜吉3條1丁目 - 神居2條1丁目 - 神樂岡站前 - 綠丘4條4丁目 - 南高前
- 在2023年10月1日，隨著208號線廢除，此路線也有所改動

38 末許·市立醫院線
旭川站前 - 市政廳前 - 市立醫院前 - 東4條11丁目 - 花咲7丁目 - 春光巴士中心
41 旭山動物園線（經4條）
旭川站前 - 4條18丁目 - 豐岡4條3丁目 - 東旭川1條6丁目 - 旭山公園入口 - 旭山動物園
在旭山動物園關閉期間或休息期間改於旭山公園入口到發
42 旭山動物園線（急行）
7條昭和通 - 旭川站前 - 旭山動物園
47 旭山動物園線（經10條）
旭川站前 - 4條18丁目 - 10條22丁目 - 東旭川1條6丁目 - 旭山公園入口 - 旭山動物園
在旭山動物園關閉期間或休息期間改於旭山公園入口到發
52 豐岡·東光7丁目線
旭川站 − 1條8(7)丁目 - 4條7丁目 - 4條18丁目 - 豐岡4條3丁目 - 豐岡4條7丁目 - 東光6條7丁目 - 東光16條7丁目 - 東光20條8丁目 - 共榮巴士中心
55 綠丘·環狀·春光台線
南高前 − 東光16條5丁目 − 永嶺高校 − 永山2條4丁目 − 末廣４條1丁目 − 高專前 − 療育中心
- 2023年4月1日新設。それまで運行されていた901,902系統の実証実験運行終了の代替として新設。

60 東川線
旭川站前 - 4條18丁目 - 豐岡3條2丁目 - 東光6條7丁目 - 共榮巴士中心 - 東旭川旭正 - 旭川道草館 - 東川東町4丁目
62 東川小學線
共榮巴士中心 - 東旭川旭正 - 東川小學
66 經旭川機場 旭岳線「出湯號」
6條9丁目 - 旭川站前 - 厚生醫院前 - 共榮巴士中心 -（直達) - 旭川機場 - 旭川道草館 - 旭岳源水公園前 - 旭岳
- 連接旭川站與旭岳的路線。曾經路線駛入天人峽溫泉。後來在2011年，不再駛入至天人峽，以突顯路線只服役旭岳。另外，途經旭川機場的班次沒有配合飛機航班時間。

路線歷史
- 原本，旭川站 - 東神樂12號 - 東川學校前 - 天人峽和旭川站 - 東神樂12號 - 東川學校前 - 旭岳是兩條不同路線。
- 1986年（昭和61年）
  - 5月3日起，天人峽路線中，去程於天人峽下車的乘客，以及回程取得由天人峽溫泉觀光協會發行的服務券之參拜客可免費乘坐。當時路線從途經東神樂12號，改為途經前旭川電氣軌道東川線沿線的上旭正。
  - 12月5日 - 天人峡系統と旭岳系統を統合し、旭川駅 - 上旭正 - 天人峡 - 旭岳の系統に一本化。

- 1987年（昭和62年）4月26日 - 去程於旭之松原（後來被取消）、旭岳溫泉入口、露營場前和旭岳下車的乘客，以及回程由旭岳溫泉觀光協會發行的服務券之參拜客可免費乘坐。
- 2001年（平成13年）6月15日 - 在旺季期間（6月15日 - 10月15日），只限去程班次需要收費（旭川站→旭岳、天人峽之間1,000日圓），其餘時段免費乘坐，回程取得服務券之參拜客可免費乘坐。
- 2006年（平成18年）
  - 6月15日 - 10月15日之間進行班次調整，來往旭川站 - 旭岳 - 天人峽之間設有1個往返班次，來往道草館前 - 旭岳之間設有2個往返班次，來往道草館前 - 天人峽 - 旭岳之間設有1.5個往返班次。同時已經取消回程班次免費安排（由東川町觀光協會（上述兩協會合併而成）發出的服務券）。整個區間需要收費（旭川站 - 旭岳、天人峽之間1,000日圓，道草館前 - 旭岳、天人峽之間500日圓）。
  - 10月16日 - 開設道草館前→天人峽→旭岳和旭岳→道草館前之間的單向班次，各有2班。前往旭川站 - 道草館前之間可轉乘「60 東川線」。

- 2007年（平成19年）6月15日 - 在旺季期間（6月15日 - 10月15日）的行經路線與班次，每年均有所變動。但是其餘時間，剩下旭川站 - 道草館前 - 天人峽 - 旭岳之間2個往返班次。此路線的收費方式改變與旭川電氣軌道一般巴士路線相同。
- 2011年（平成23年）7月15日 - 路線由途經上旭正改為東神樂12號和旭川機場。不再駛入天人峽。整年的班次統一為旭川站 - 旭川機場 - 道草館前 - 旭岳之間3個往返班次。
- 2016年（平成28年）10月1日 - 實施時間表修正，增加1個往返班次至4個往返班次。
- 2018年（平成30年）10月1日 - 實施時間表修正，路線延伸至於6條9丁目到發。延長的路段（6條9丁目 - 旭川站）與「77 空港線」同路。
- 2023年（令和5年）10月1日 - 實施時間表修正。路線名稱改為「經旭川機場 旭岳線」。除了旭川機場外，於東神樂町內不可上落客（東神樂巴士中心、志比內等）。同時減少1個往返班次至3個往返班次。

67 東川·東神樂循環線
旭川站前 - 4條18丁目 - 豐岡3條2丁目 - 東光6條7丁目 - 共榮巴士中心 - 東旭川旭正 - 旭川道草館 - 東神樂巴士中心 - 聖野1條1丁目 - 旭神2條2丁目 - 北斗電子前 - 4條21丁目 - 旭川站前
- 早上時段設有從共榮巴士中心出發的班次，路線編號與從旭川站前出發的班次相同。

70 東神樂線
旭川站前 - 4條21丁目 - 北斗電子前 - 旭神2條2丁目 - 聖野1條1丁目 - 東神樂巴士中心
71 醫大醫院·綠丘線
旭川站前 - 4條20丁目 - 北斗電子前 - 旭神2條3丁目 - 醫大醫院前
73 南高校·東旭川線
東旭川站 - 豐岡14條7丁目 - 東光5條6丁目 - 東光16條5丁目 - 工業高校 - 南高校
74 綠東大橋·南高線
旭川站前 - 4條20丁目 - 北斗電子前 - 旭神2條3丁目 - 綠丘3條4丁目 - 南高前 - 聖野大橋 - 共榮巴士中心
- 2023年10月1日新設路線。該路線是把原本學生對策班次701系統延伸至共榮巴士中心

75 東神樂·旭川機場線
旭川站前 - 4條21丁目 - 北斗電子前 - 旭神2條2丁目 - 聖野1條1丁目 - 東神樂巴士中心 - 旭川機場
- 把從前一直營運的70 東神樂線之部分班次，從東神樂巴士中心延伸至旭川機場。巴士班次沒有配合飛機班次。

76 東神樂・東川循環線
旭川站前 - 4條21丁目 - 北斗電子前 - 旭神2條2丁目 - 聖野1條1丁目 - 東神樂巴士中心 - 旭川道草館 - 東旭川旭正 - 共榮巴士中心 - 東光6條7丁目 - 豐岡3條2丁目 - 4條18丁目 - 旭川站前
- 為67 東川·東神樂循環線的逆行班次。
- 在早上時段設有從聖野1條10丁目出發的班次，路線編號與從旭川站前出發的班次相同。

77 空港線（急行）
6條9丁目 - 旭川站前 - 北斗電子前 - 旭川醫大前 - 旭川機場
- 在2013年4月1日，隨著道北巴士79 旭川機場線被取消。當日起由旭川電氣軌道獨自營運。
- 2021年8月1日，道北巴士開設旭川機場線直達班次。自此再有兩間巴士公司營運機場路線。

78 動物園·空港線(期間限定)
旭川機場 - 旭山動物園
80 綠丘·春光6條線
共榮巴士中心 - 綠丘3條4丁目 - 神樂岡站 - 神樂4條4丁目 - 1條2丁目 - 1條7丁目 - 旭川站前 - 市政廳前 - 市立醫院前 - 護國神社前 - 大町2條10丁目 - 春光巴士中心
81 綠丘・末広線
共榮巴士中心 - 綠丘3條4丁目 - 神樂岡站 - 神樂4條4丁目 - 1條2丁目 - 1條7丁目 - 旭川站前 - 市政廳前 - 本町 - 護國神社前 - 花咲7丁目 - 春光巴士中心
82 南高校·綠丘線
旭川站前 - 1條15丁目 - 科學館前 - 神樂岡5條4丁目 - 工業高校 - 南高校
83 聖野·南高校線
旭川站前 - 1條15丁目 - 科學館前 - 神樂岡5條4丁目 - 南高校 - 旭神町 - 聖野1條1丁目 - 共榮巴士中心
84 聖野·綠丘線
旭川站前 - 1條15丁目 - 科學館前 - 神樂岡5條4丁目 - 綠丘3條4丁目 - 旭川醫大前　-研究園入口 - 聖野1條1丁目 - 共榮巴士中心
91 神居・龜吉循環線
1條7丁目 - 1條2丁目 - 神居2條10丁目 - 神居2條1丁目 - 龜吉3條1丁目 - 4條1丁目 - 1條8丁目
92 龜吉·神居循環線
1條8丁目 - 4條1丁目 - 龜吉3條1丁目 - 神居2條1丁目 - 神居2條10丁目 - 1條2丁目 - 1條7丁目
- 在2022年6月12日修正起，91·92系統不再途經神居2條12丁目 - 神居6條10丁目 - 神居3條10丁目之間。

93 豐岡·神居線（經4條、水晶橋）
共榮巴士中心 - 豐岡8條10丁目 - 豐岡4條1丁目 - 1條7丁目 - 宮下6丁目 - 神居4條13丁目 - 神居6條10丁目 - 宮下6丁目 - 1條8丁目 - 豐岡4條1丁目 - 豐岡8條10丁目 - 共榮巴士中心
94 豐岡·紅十字醫院線（經4條）
共榮巴士中心 - 豐岡8條10丁目 - 豐岡4條1丁目 - 1條7(8)丁目 - 1條2丁目 - 旭川紅十字醫院前 - 龜吉3條1丁目
97 豐岡·紅十字醫院線（經8條）
共榮巴士中心 - 豐岡8條10丁目 - 6條15丁目 - 1條7(8)丁目 - 1條2丁目 - 旭川紅十字醫院前　- 龜吉3條1丁目
98 豐岡·神居線（經8條）
共榮巴士中心 - 豐岡8條10丁目 - 6條15丁目 - 1條7丁目 - 1條2丁目 - 神居4條13丁目 - 神居6條10丁目 - 1條2丁目 - 1條8丁目 - 6條15丁目 - 豐岡8條10丁目 - 共榮巴士中心
102 春光·1之8線
1條8丁目 - 旭川站前（只限去程） - 合同廳舍前 - 8條15丁目 - 市政廳前 - 市立醫院前 - 護國神社前 - 大町2條10丁目 - 春光巴士中心
105 旭町·末廣線
旭川站前 - 常磐公園前 - 旭町2條10丁目 - 北星中學 - 春光園前 - 春光6條8丁目 - 春光巴士中心
124 旭町·北門線
1條8丁目 - 常磐公園前 - 旭町2條18丁目 - 北門町21丁目 - 愛奴紀念館前 - 4條1丁目 -　1條7丁目
143 豐里線
旭川站前 - 1條2丁目 - 神居2條10丁目 - 神居2條1丁目 - 西丘第二 - 豐里 - 新城峠
- 隨著北海道中央巴士蘆旭線被取消，為了保確當地有足夠的交通服務，旭川市實際試驗行走此線（2021年（令和3年）10月1日至令和4年3月31日（預定））。在新城峠蘆別方向的交通可轉乘蘆別租車蘆別・新城線。
- 預約制，只於平日行走。另外在旭川站前至神居2條1丁目之間，前往新城峠的班次只可乘車，前往旭川站前的班次只可下車。

176 東神樂·東川線
旭川站前 - 4條18丁目 - 北斗電子前 - 旭神2條5丁目 - 聖野1條1丁目 - 東神樂巴士中心 - 旭川道草館 - 東川東町4丁目 - 東旭川旭正 - 共榮巴士中心
- 上述提及，此線是76 東神樂·東川循環線的前往共榮巴士中心入廠班次。實際上是60 東川線的尾班車，76通常不會停靠60的終點站東川東町4丁目。只有深夜一班。

522 春光·東光7丁目線
春光巴士中心 - 末廣6條1丁目 - 大町2條10丁目 - 護國神社前 - 市立醫院前 - 市政廳前 - 旭川站前 - 1條8(7)丁目 - 4條7丁目 - 4條18丁目 - 豐岡4條3丁目 - 豐岡4條7丁目 - 東光6條7丁目 - 東光16條7丁目 - 東光20條8丁目 - 共榮巴士中心

## 學生對策班次
48 學生對策路線（旭川厚生看護專門學校）
1條25丁目（旭川厚生醫院） - 豐岡8條5丁目 - 豐岡13條6丁目 - 東旭川1條3丁目 - 旭川厚生看護專門學校
800 學生對策路線（春光 - 南高校）
南高校 - 工業高校 - 神樂岡站 - 神樂4條4丁目 - 1條2丁目 - 4條1丁目 - 本町 - 護國神社前 - 大町2條10丁目 - 春光6條8丁目 - 春光巴士中心
801 學生對策路線（末廣 - 工業高校·南高校）
南高校 - 工業高校 - 神樂岡站 - 神樂4條4丁目 - 1條2丁目 - 4條1丁目 - 本町 - 護國神社前 - 花咲町7丁目 - 春光巴士中心
802 學生對策路線（經上川神社 工業高校·南高校）
旭川站前 - 1條15丁目 - 科學館前 - 神樂岡5條4丁目 - 工業高校 - 南高校

## 高速巴士
大雪Liner
共榮巴士中心、旭川站前、7條昭和通 - 旭町2條15丁目 - 新千歲機場、南千歲站（與北都交通聯營）
- 預約制。在2018年（平成30年）4月25日起行走。

## 巴士卡系統
在2012年（平成24年）11月1日起，旭川電氣軌道獨自引入了IC乘車卡「Asaca CARD」。
在1991年（平成3年）4月1日，旭川電氣軌道引入了日本首個使用信用卡支付車費的系統（巴士卡）。在2012年3月終止使用。該系統由旭川電氣軌道、株式會社電腦·業務與日立製作所共同開發。由日專連旭川發行的信用卡持有者和發行給指定人士的專用「穿梭卡」均可使用這個系統。除了支付普通車費外，也可在這些卡上登錄回數票和定期票。但是在66 旭岳線出湯號和77 旭川機場線不能使用。

## 租賃巴士
截至2013年（平成25年），旭川電氣軌道擁有19架觀光巴士。在一般情況下，租賃範圍包含旭川運輸支局內、札幌運輸支局內和室蘭運輸支局內的苫小牧市、伊達市、勇拂郡、沙流郡、白老郡和虻田郡。在租賃巴士公司安全評鑑認證制度下，公司獲得優良級別，營業範圍可靈活運用至覆蓋整個北海道。

## 車輛
旭川電氣軌道引入了三菱、日野、UD卡車（前：日產柴油）和五十鈴四間公司的巴士。
自古以來，旭川電氣軌道巴士的長度許多都是11米級。在1963年（昭和38年）引入了三架全長12米，前輪兩軸，可載客110人的大型巴士三菱MR430型（吳羽車身）。在日本國內較少出現使用吳羽車身的巴士，除了名古屋鐵道巴士和國鐵巴士外，便只有旭川電氣軌道引入該車身的巴士。在1978年（昭和53年）把巴士退役後，部分巴士還未拆毀，在退役40年後的2022年（令和4年），其中一架退役巴士繼續由旭川電氣軌道保管。後來旭川電氣軌道對該MR430退役巴士進行維修，以便能通過車檢，再次能夠在街上行走。在同年9月21日，巴士復修完成，可於車廠內自行走動。同年9月27日，在約40年後再次在旭川市內的街道上行走，這代表該巴士通過了車檢。
在1987年（昭和62年）起，旭川電氣軌道引入了北海道內首部行走一般路線的空調巴士。踏入1990年代，旭川電氣軌道引入超過100部神奈川中央交通的舊車。使該公司擁有7成空調巴士，成為北海道內最多空調巴士比率的巴士公司（現時所有車輛均為空調巴士）。
此外在1997年（平成9年）3月，旭川電氣軌道購入了10架三菱Aero Star無梯級巴士。這是日本製造的首批無梯級巴士。當時除了由於引入首批同類型巴士外，加上是第一次把該款巴士引進至日本雪地，因此成為巴士雜誌中的一個熱門話題。隨後公司積極引入無梯級巴士。截至2018年（平成30年）3月31日，公司擁有152架一般巴士車輛中，當中93架為無梯級巴士。
在1999年（平成11年）10月，旭川電氣軌道從東京機場交通引入3架富豪製的掛接巴士，該巴士曾經用作筑波萬博的穿梭巴士。在2004年（平成16年）前，該巴士主要在冬季和行走學生對策路線時使用。

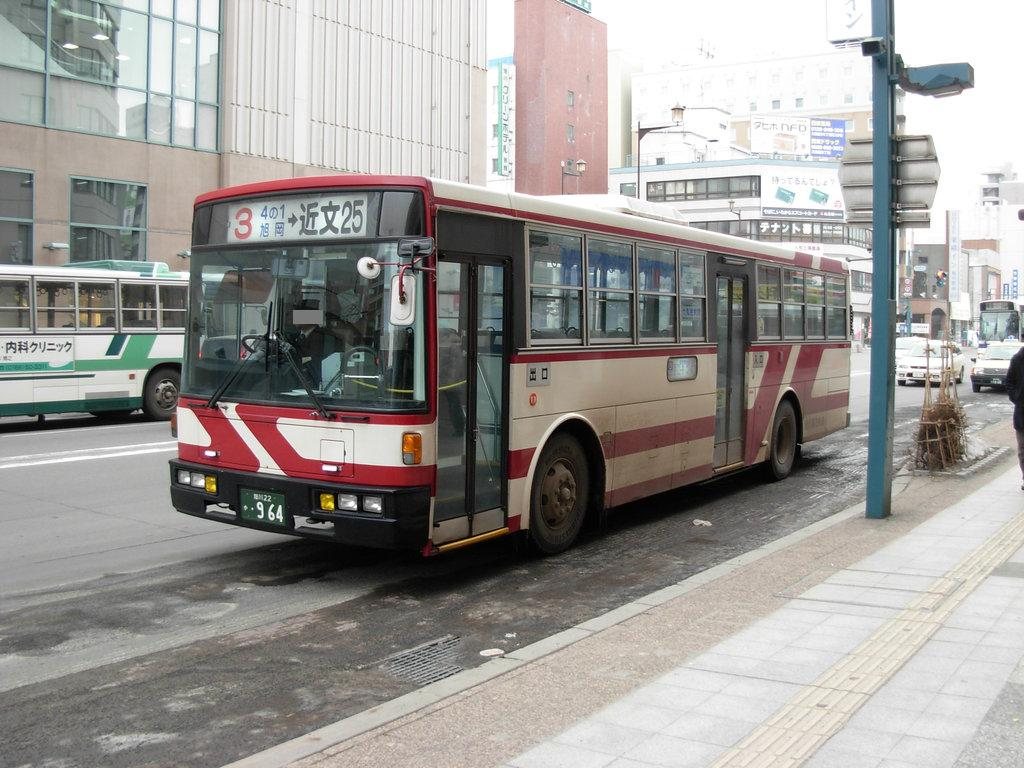
行走一般路線的非無梯級巴士（日產柴油）
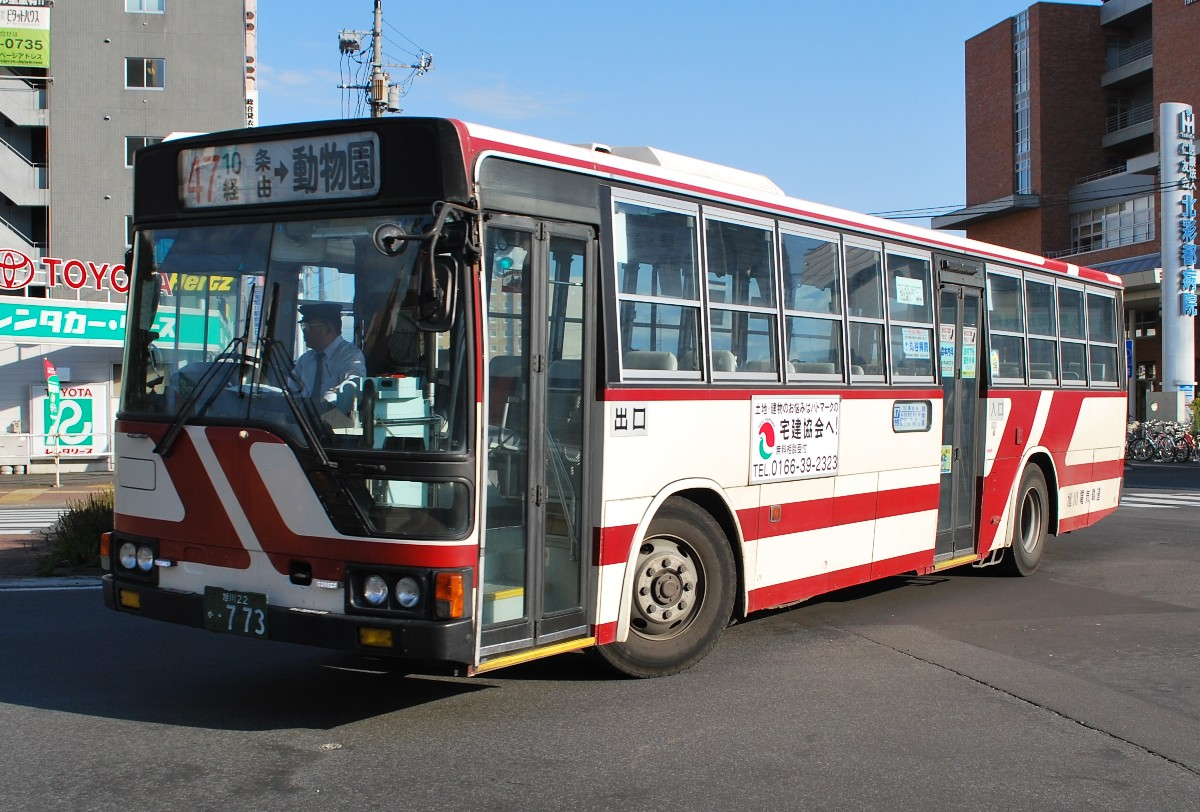
行走一般路線的非無梯級巴士（三菱）
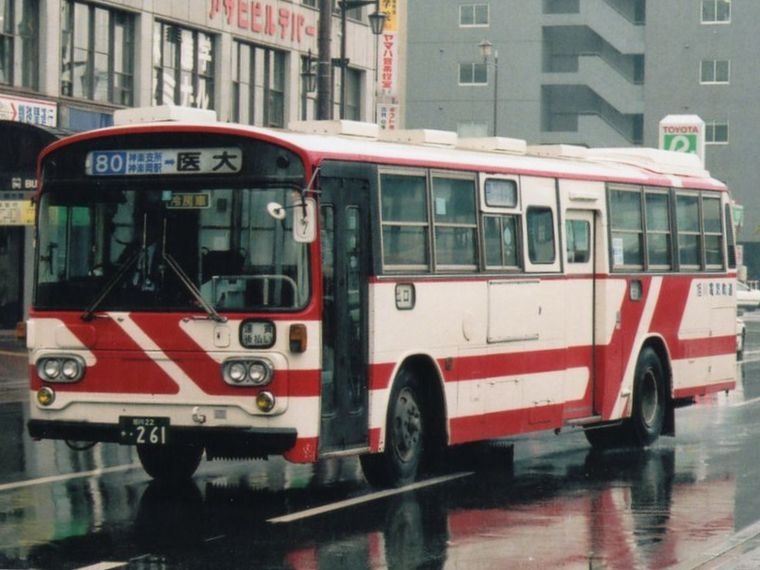
從神奈川中央交通引入的空調巴士
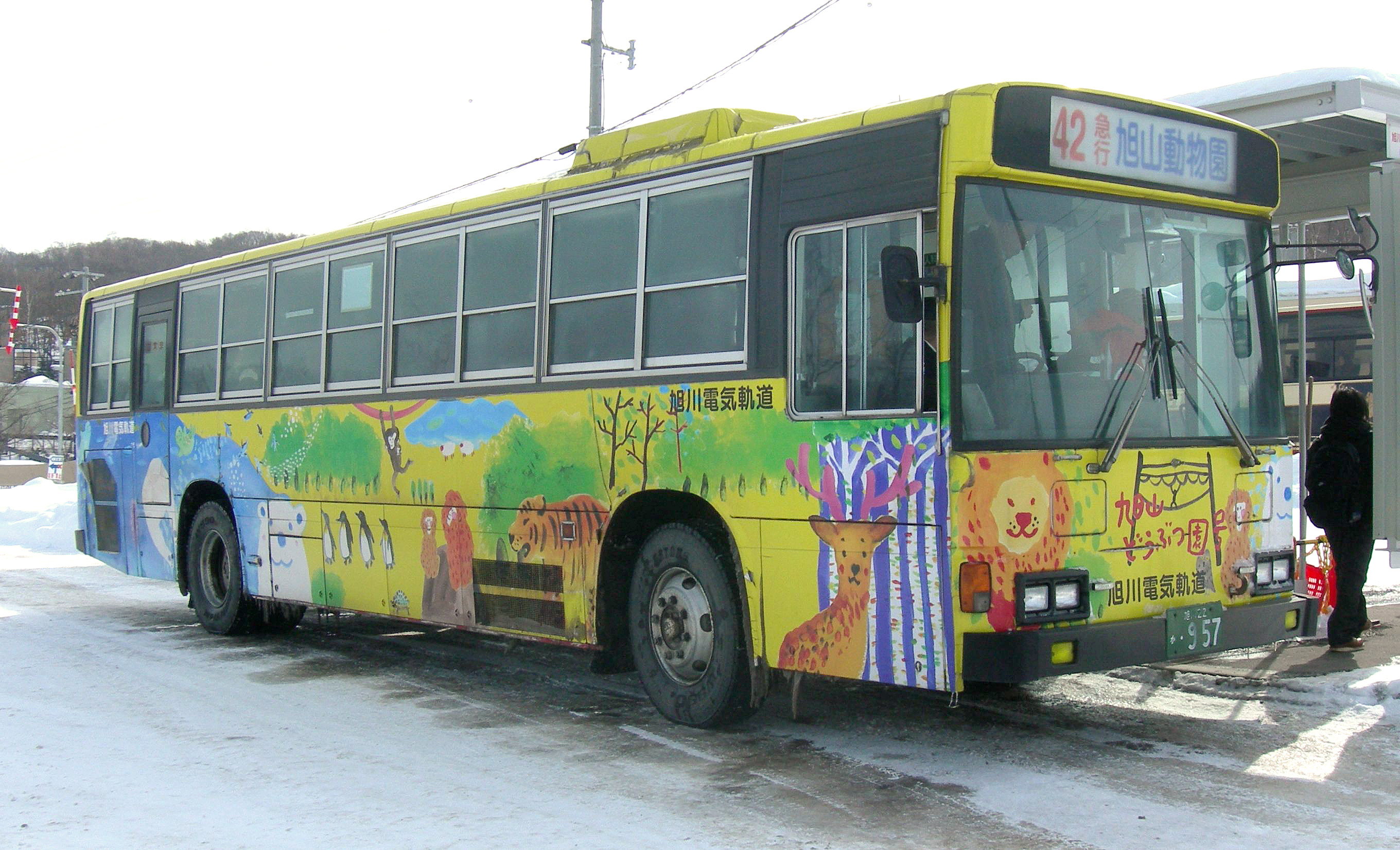
「旭山動物園號」
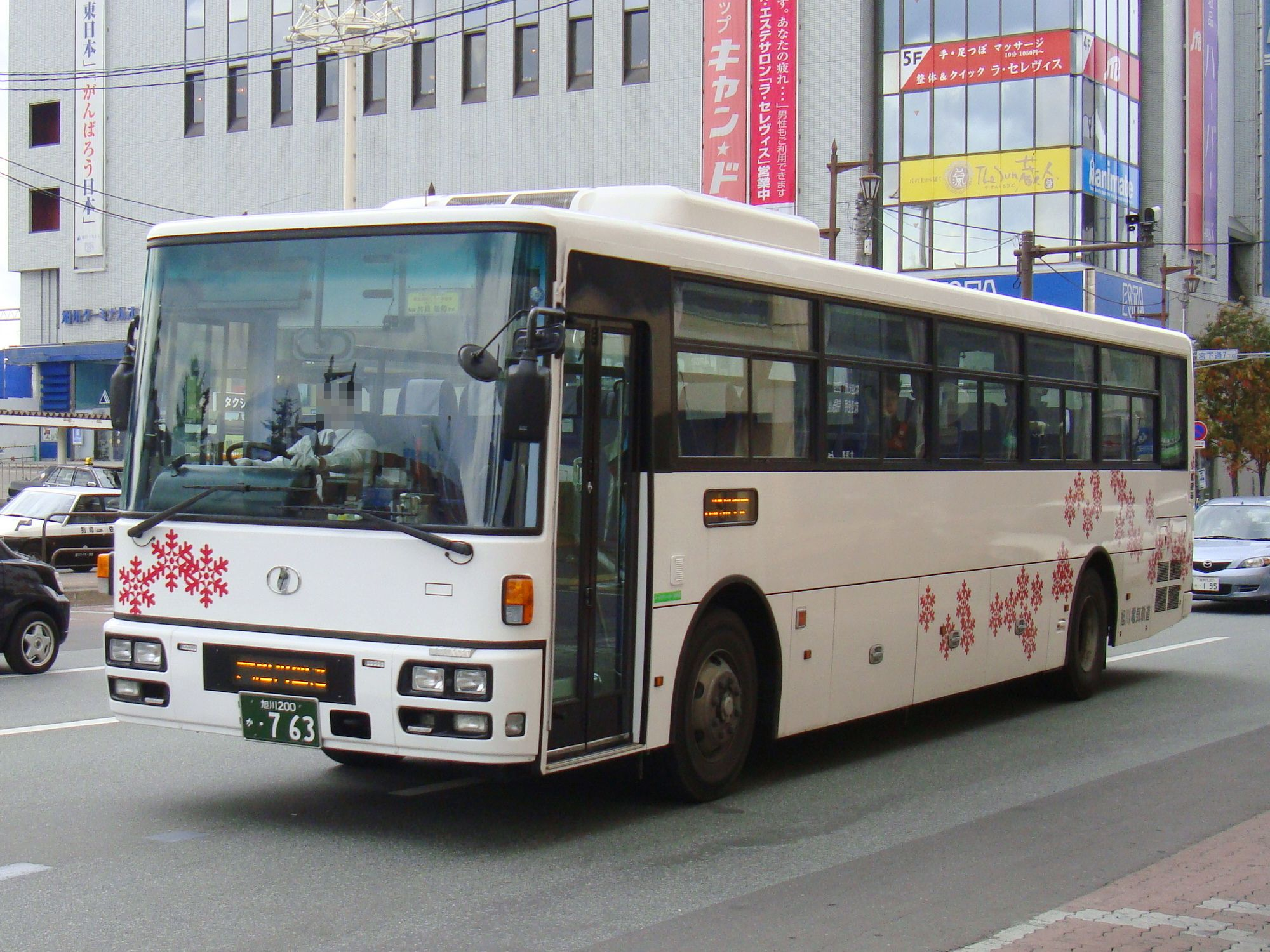
旭川機場線
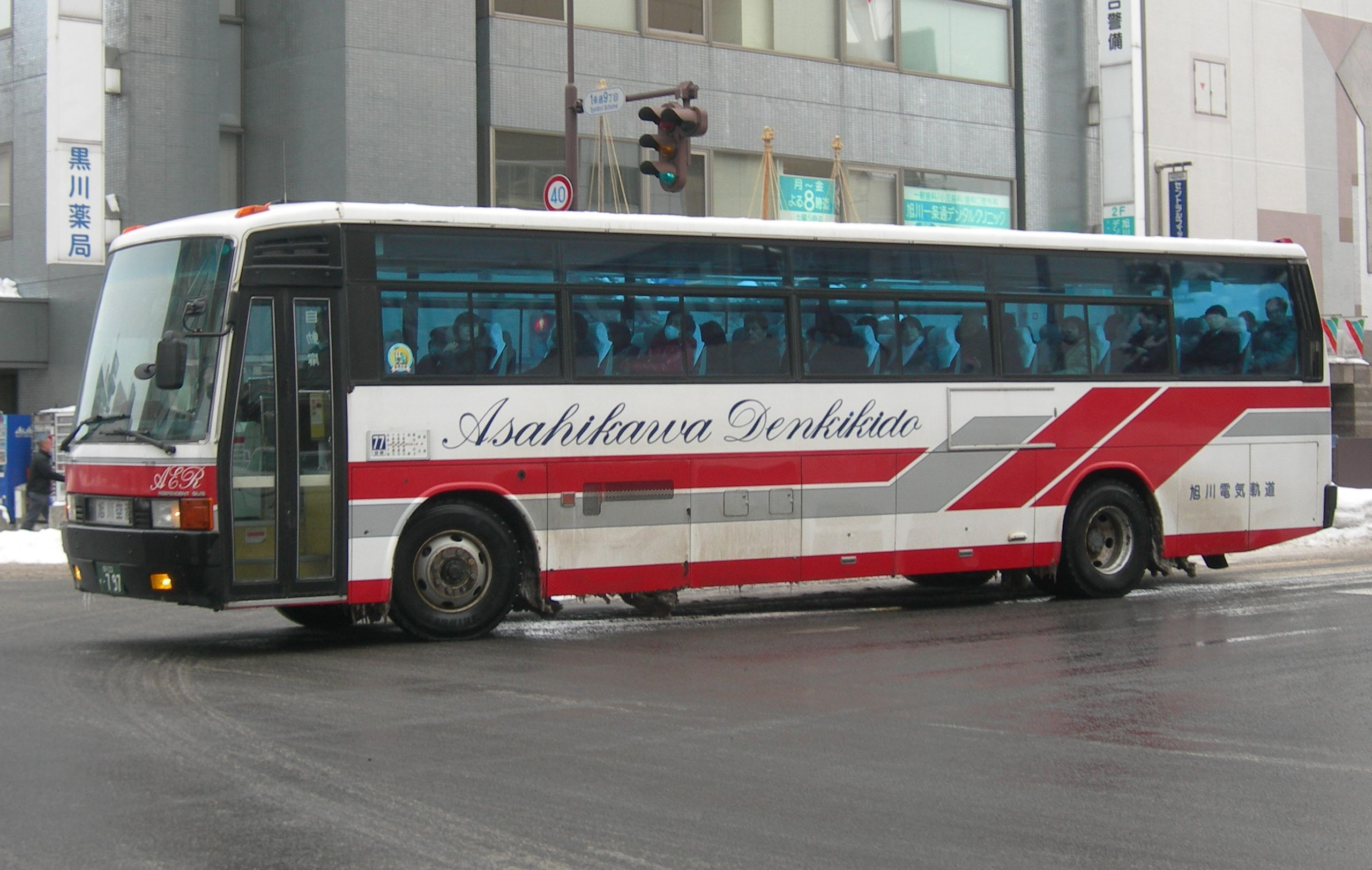
過去的旭川機場線
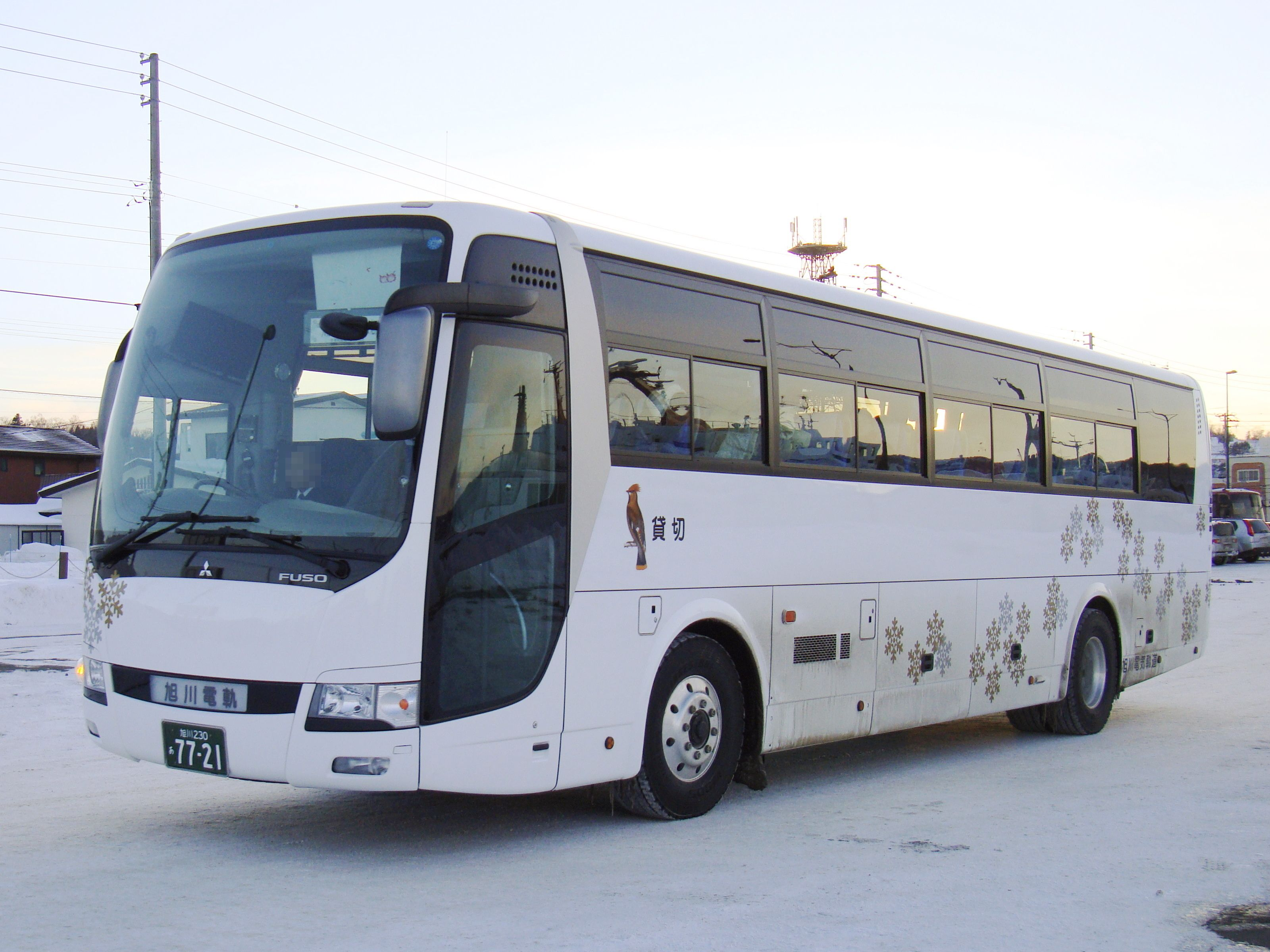
租賃巴士
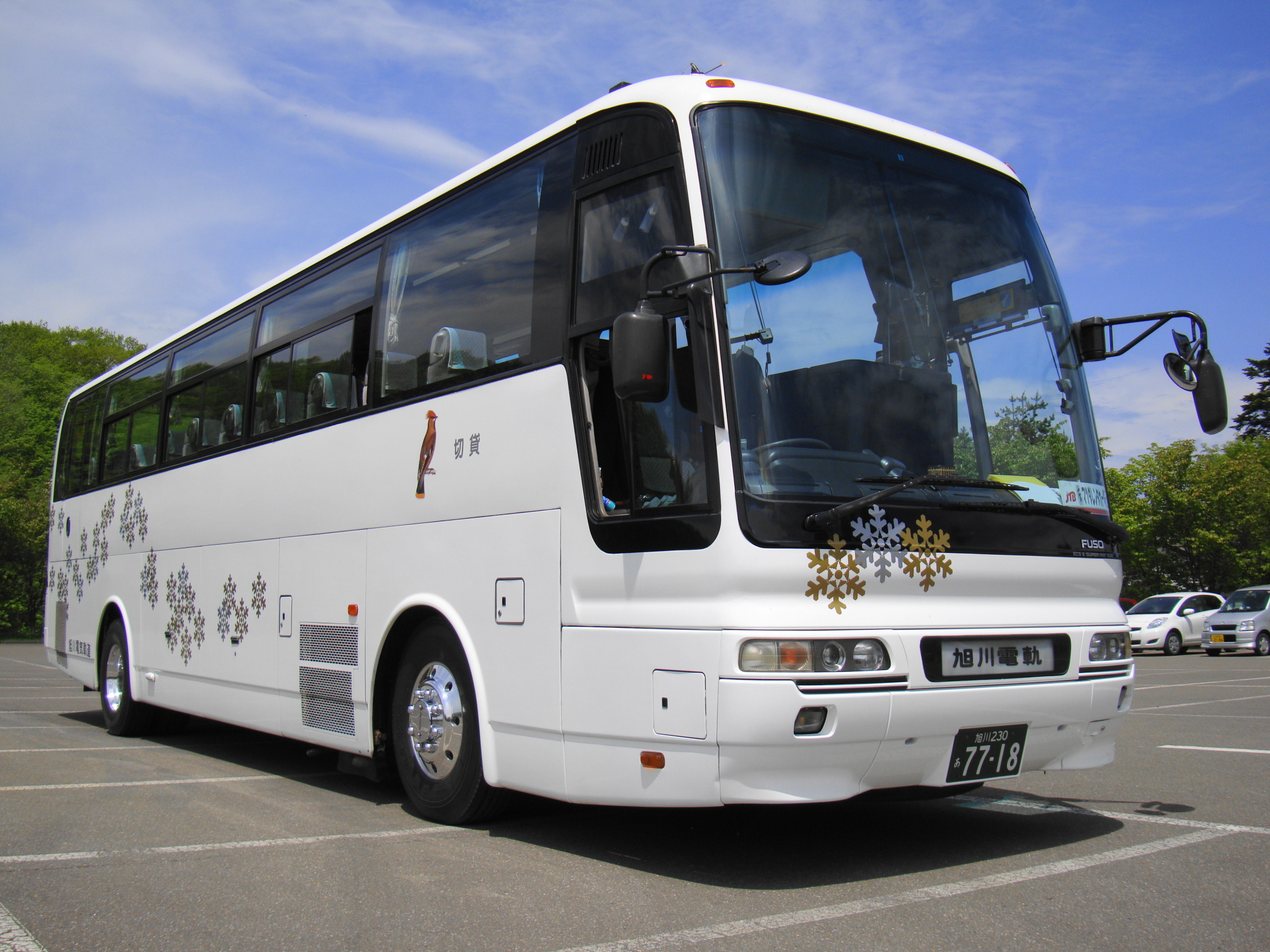
租賃巴士（從札幌市營巴士（日语：札幌市営バス）購入的二手車）
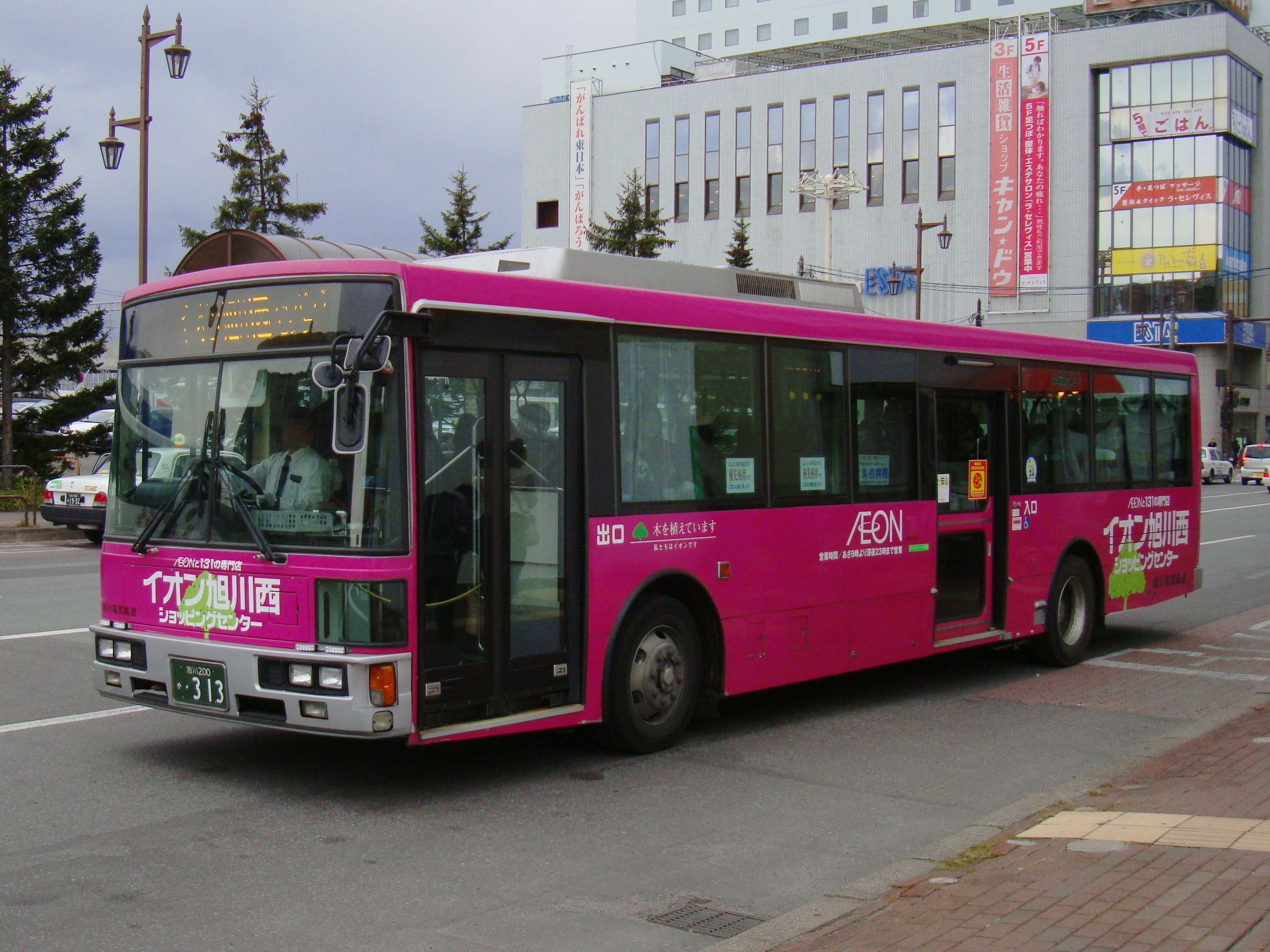
曾經AEON旭川西購物中心（現時：AEON旭川西（日语：イオンモール旭川西））設有免費穿梭巴士。當時受託了旭川電氣軌道行走。

## 主要已取消路線
15 末廣3丁目線
旭川站前 - 6條昭和通（回程為市政廳前） - 本町 - 護國神社前 - 花咲町7丁目 - 末廣1條3丁目 - 末廣6條3丁目
- 在2013年（平成25年）4月13日廢除

31 駕駛執照考試中心線
1條8丁目 - 6條西6丁目 - 綠町15丁目 - 駕駛執照考試中心
- 在2013年（平成25年）4月13日廢除，由道北巴士接辦。

43 米飯線
東旭川1條6丁目 - 旭山 - 豐田追分 - 紀念坂 - 米飯12號
- 在2013年（平成25年）10月1日廢除，由旭川中央租賃的合乘的士取代

28 新富·神居線（經水晶橋）
新富2條2丁目 - 東6條2丁目 - 6條15丁目 - 4條9丁目 - 1條7丁目 - 宮下6丁目 - 神樂4條4丁目 - 神居2條1丁目
- 在2016年（平成28年）4月17日廢除

在2019年（令和元年）12月1日，由於長期巴士司機人手不足，便把6條路線（4,13,21,72,208,300）廢除。
4 近文線
1條8丁目 - 6條昭和通（回程為市政廳前） - 本町 - 旭町2條10丁目 - 北門町15丁目 - 綠町15丁目 - 近文25丁目
- 在2019年（令和元年）12月1日廢除

13 旭町線（經新橋）
1條8丁目 - 4條1丁目 - 8條西1丁目 - 本町 - 旭町2條10丁目 - 旭町2條19丁目
- 在2019年（令和元年）12月1日廢除

21 神居·豐岡13條線
神居2條1丁目 - 神樂4條4丁目 - 1條8(7)丁目 - 4條18丁目 - 豐岡4條3丁目 - 豐岡13條6丁目
- 在2019年（令和元年）12月1日廢除

72 綠丘·東旭川線
東旭川站 - 豐岡14條7丁目 - 東光5條6丁目 - 東光16條5丁目 - 工業高校 - 南高校 - 綠丘站
- 在2019年（令和元年）12月1日廢除

300 學生對策路線（中央中學）
曙1條8丁目 - 龜吉2條1丁目 - 4條1丁目 - 5條9丁目 - 6條12丁目 - 10條12丁目
- 在2019年（令和元年）12月1日廢除

9 東光16條5丁目線
1條8(7)丁目 - 4條7丁目 - 豐岡3條2丁目 - 東光16條5丁目
- 在2020年（令和2年）12月6日廢除，與19號線合併

51 豐岡·東光7丁目線
1條8(7)丁目 - 4條7丁目 - 4條18丁目 - 豐岡4條3丁目 - 豐岡4條7丁目 - 東光6條7丁目 - 東光16條7丁目
- 在2020年（令和2年）12月6日廢除，與52、522號線合併

27 新富·神居線
新富2條2丁目5 - 4條14丁目 - 1條2丁目 - 神居2條10丁目 - 神居2條1丁目
- 在2021年（令和3年）6月6日廢除

53 豐岡·東光9丁目線 (單向只前往1條7丁目)
1條7丁目 - 4條7丁目 - 4條18丁目 - 豐岡4條3丁目 - 豐岡4條7丁目 - 豐岡4條9丁目 - 東光7條9丁目 - 共榮巴士中心
- 在2023年（令和5年）4月1日廢除

901 旭川環狀通循環線(內回)
共榮巴士中心 - 永嶺高校前 - 末廣4條1丁目 - 工專前 - 旭町2條10丁目 - 忠和5條2丁目 - 雨粉2號 - 神樂岡站前 - 綠丘站前 - 御靈公園前 - 南高校 - 綠丘3條4丁目 - 共榮巴士中心
902 旭川環狀通循環線(外回)
共榮巴士中心 - 綠丘3條4丁目 - 南高校 - 綠丘站前 - 雨粉2號 - 忠和5條2丁目 - 旭町2條10丁目 - 工專前 - 末廣4條1丁目 - 永嶺高校前 - 東光16條5丁目 - 共榮巴士中心
- 在2019年（令和元年）10月1日，與道北巴士聯營試辦旭川環狀通循環線（901,902）。
- 在2023年（令和5年）4月1日廢除，同日把55 綠丘·環狀·春光台線定期化。

700 學生對策路線（東神樂中學）
聖野1條10丁目 - 聖野1條1丁目 - 東神樂中學
- 在2023年（令和5年）10月1日廢除

701 學生對策路線（經綠東大橋工業高校·南高校）
旭川站前 - 4條20丁目 - 北斗電子前 - 旭神2條3丁目 - 工業高校 - 南高校
- 在2023年（令和5年）10月1日廢除

208 學生對策路線（神居 - 南高校）
龜吉3條1丁目 − 神居2條1丁目 - 神楽4條4 - 神樂岡站前 - 神樂岡6條7 - 綠丘4條3 - 工業高校 - 南高前　
- 在2023年（令和5年）10月1日廢除

## 曾經營運的業務

### 超級市場業務
在1968年（昭和43年），旭川市開設了超級市場「旭友Store」。
當初一直以子公司的方式營運。在1997年（平成9年），從子公司併入至旭川電氣軌道，把業務直營化。
截至2008年（平成20年）3月，於市內只有18間店鋪，銷售額約115億日圓。由於超市業務陷入赤字，在2008年（平成20年）再次成立子公司「旭友Store」，把業務分拆至子公司。店鋪網進行重組，縮減規模至只有14間分店。但是在2010年（平成22年）3月，由於預計經常性赤字約1.2億日圓。因此在同年退出超市業務。另外，在旭友Store退出超市業務前，曾經加盟至私鐵系超級市場組織「八社會」。

## 相關公司
- 富良野巴士（日语：ふらのバス）[17]
- 電腦·業務（Computer·Business）[17]
- A MALL購物中心（日语：アモールショッピングセンター）

## 注腳

## 外部連結
- 旭川電氣軌道株式會社 （页面存档备份，存于）（日語）
- 旭川電気軌道的X（前Twitter）
- 旭川電氣軌道 - 1970年代北海道鐵路逮照片 （页面存档备份，存于）